# Черният странник
Черният странник (на английски: The Black Stranger) е фентъзи новела, част от цикъла „Конан Варварина“, написан от Робърт Хауърд през 1930-те години.
„Черният странник“ е една от последните истории за Конан, написани от Робърт Хауърд. Ръкописът е открит сред неговите документи след смъртта му, и се предполага, че е бил предоставен за печат на списанието „Weird Tales“ и отхвърлен. Друг ръкопис, наречен „Мечовете на Червеното братство“ (Swords of the Red Brotherhood), в който главен герой е пиратът Блак Вулми, и който е почти идентичен с „Черният странник“ също е открит сред документите му. Той също никога не е бил публикуван. Лион Спраг де Камп, в есето си „Следите на Траникос“ отбеляза само, че „Има причини да вярваме, че пиратската версия е написана преди версията с Конан“. От друга страна, Карл Едуард Вагнер, в увода се към „The Black Stranger“, при първата публикация на оригиналния текст на Хуауърд за Конан в „Ехото на храбростта“ (Echoes of Valour) през 1987 г., коментира, че притежава „фотокопие на оригиналния ръкопис на „The Black Stranger“, от който са видни усилията на Хауърд да се промени историята за Конан до версията за пирата Вулми“.
Проблемът с „Черният странник“ се усложнява и от намесата на писателя Лион Спраг де Камп, който след смъртта на Хауърд се заема с популяризиране на творчеството му, като в същото време дописва и прередактира някои от недовършените разкази, открити в архива на Хауърд. В резултат на това са публикувани три различни версии на „Черният странник“. През 1953 г. Лион Спраг де Камп публикува в списанието „Fantasy Magazine“, в броя от февруари/март основно редактираната от него новела „Съкровищата на Траникос“. През 1976 г. в сборника „Black Vulmea's vengeance & Other Tales of Pirates“ е публикувана пиратската версия под заглавието „Мечовете на Червеното братство“ (Swords of the Red Brotherhood). Третата версия, оригиналния автентичен ръкопис за Конан, без поправките на де Камп излиза чак през 1987 г. като част от сборника „Ехото на храбростта“ (Echoes of Valour).
За почитателите на Хауърд, Лион Спраг де Камп е проблематична фигура. От една страна, безспорна е заслугата му за популяризиране творчеството на Робърт Хауърд. От друга страна, де Камп демонстрира ужасяващо лоша преценка и потресаваща арогантност при редактирането и пренаписването на много от историите за Конан, често поради най-нелепи причини. „Черният странник“ не е изключение. Много от промените в историята са направени само защото версията на Хауърд не се вписва в хронологията за приключенията на Конан, която де Камп е разработил.

## Сюжет
Внимание:  Текстът по-долу разкрива сюжета на произведението (или части от него)!
„Черният странник“ разказва историята на граф Валенсо Корзета, аристократ от Зингара, който е преследван от зловещ демон. За да се укрие от демона граф Валенсо напуска родината си и се заселва в крепост на брега на Западния океан на границата с владенията на варварите пикти. С него са племенницата му, лейди Белеса, прислужницата и Тина, както и други войници и васали. Неочаквано в залива акостират последователно пиратските кораби на пиратите Стром и Зароно. И двамата пиратски капитани смятат, че графът се е установил в тази пустош защото знае къде е скрито съкровището на бившия пиратски главатар Траникос. Неочаквано от пустошта на пиктите се появява Конан с новината, че е открил местоположението на съкровището. Започва игра на надлъгване между графа, Конан и двамата пирати. Междувременно пиктите нападат моряците и крепостта. Пиратите декларират примирие пред опасността от общия враг. Историята завършва с превземането на крепостта от пиктите, смъртта на графа и двамата пирати. Самият Конан успява убие рогатия демон, преследващ графа, и да избяга от крепостта в последвалия хаос на битката, като спасява и лейди Белеса и Тина.

## Публикации на български език
- 2016: Черният странник – в сборника „Конан. Том 2“, ИК „Изток-Запад“, София, кн.26 от поредицата „Колекция Върхове“, преводач: Елена Павлова.